# Dave Wyman
David Matthew Wyman (San Diego, 31 marzo 1964) è un ex giocatore di football americano statunitense che ha militato nel ruolo di linebacker nella National Football League (NFL).

## Carriera professionistica
Wyman fu scelto dai Seattle Seahawks nel corso del secondo giro (45º assoluto) del Draft NFL 1987. A metà della sua stagione da rookie fu scambiato con i San Francisco 49ers, ma fallì un test fisico a causa di un problema a una spalla e l'accordo fu annullato. Wyman giocò per sei stagioni con i Seahawks prima di lasciare la squadra come free agent nel 1993 per passare ai Denver Broncos con cui disputò le ultime tre stagioni della carriera.
Wyman e Brian Bosworth erano vicini di casa a Eastside quando erano compagni di squadra nei Seahawks.